# Trichoniscus baschierii
Trichoniscus baschierii là một loài chân đều trong họ Trichoniscidae. Loài này được Brian miêu tả khoa học năm 1953.